# 18 Sagittarii
Désignations
18 Sagittarii (en abrégé 18 Sgr) est une étoile géante située dans la constellation du Sagittaire, de type spectral K0III. Elle est distante d'environ ∼ 550 a.l. (∼ 169 pc) de la Terre.